# Wilhelm Schreuer

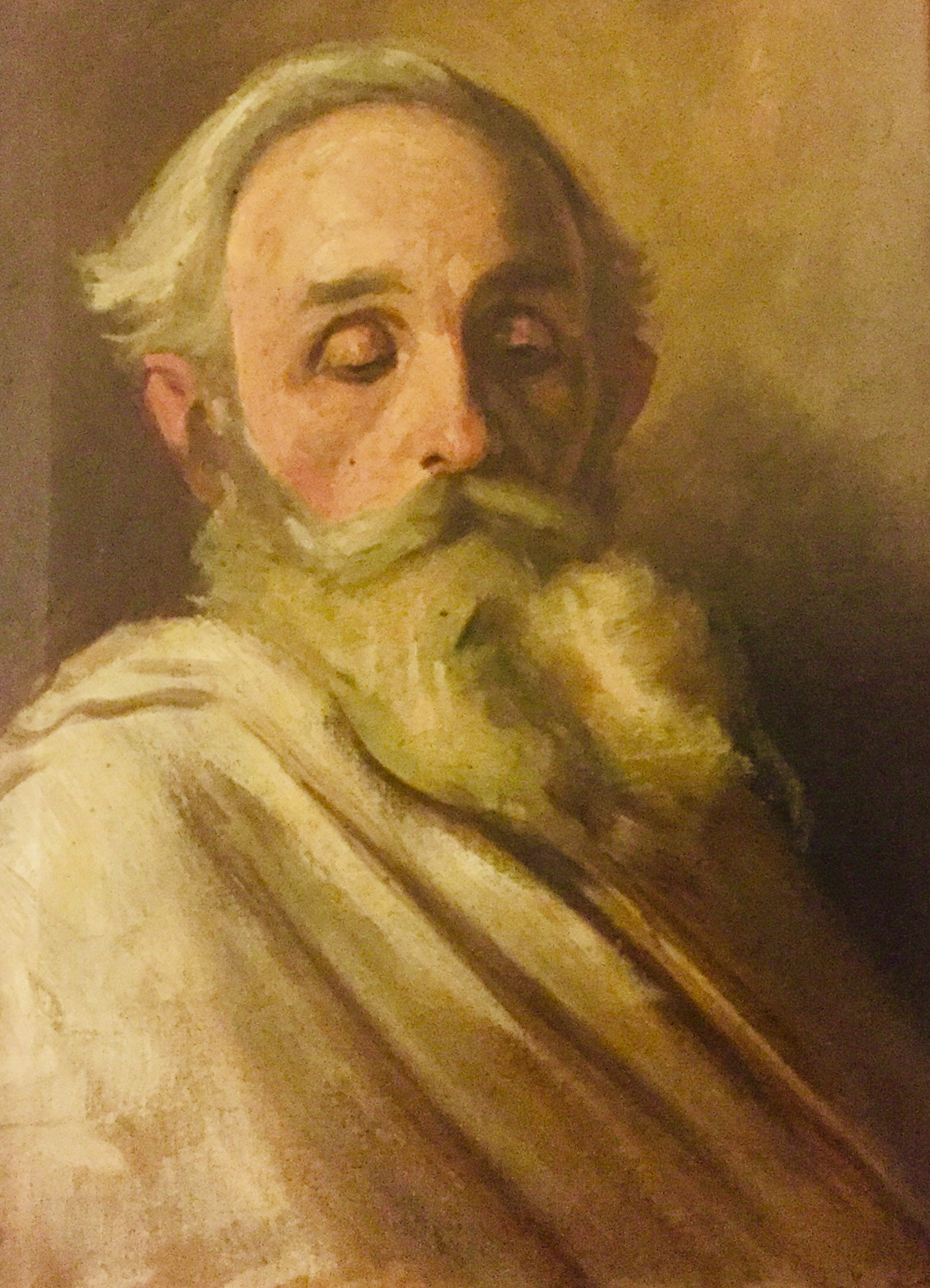
Wilhelm Schreuer (Selbstporträt)

Wilhelm Schreuer (* 28. September 1866 in Wesel; † 11. November 1933 in Düsseldorf) war ein deutscher Maler der Düsseldorfer Schule.

## Leben

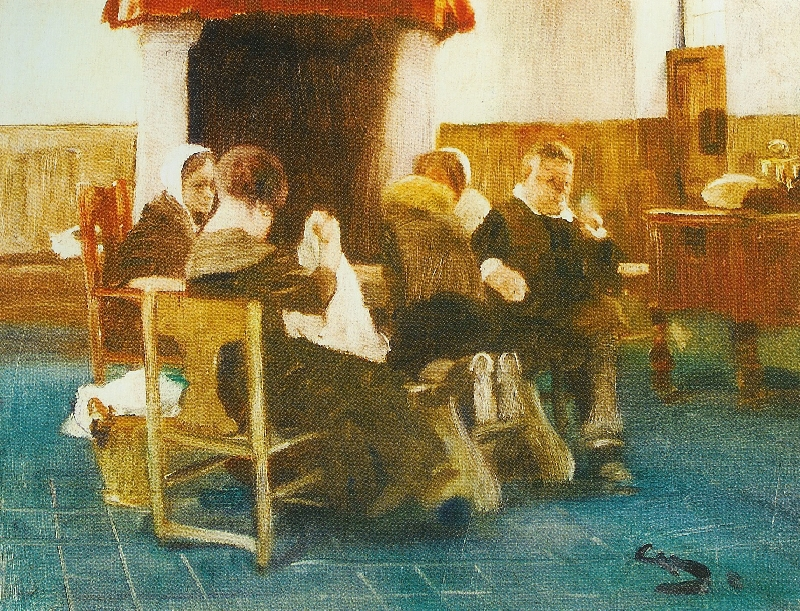
Küchenszene

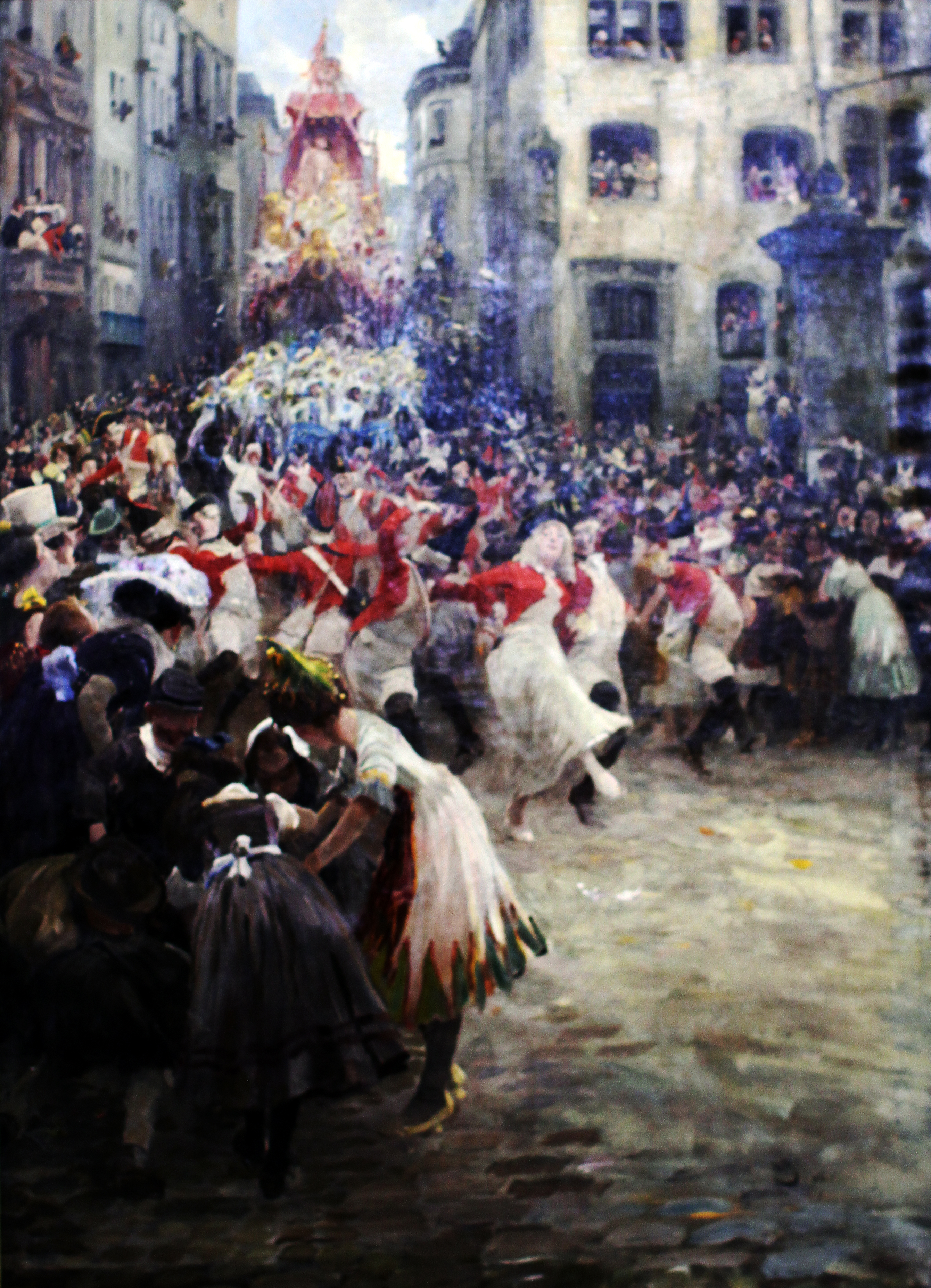
Rosenmontagszug

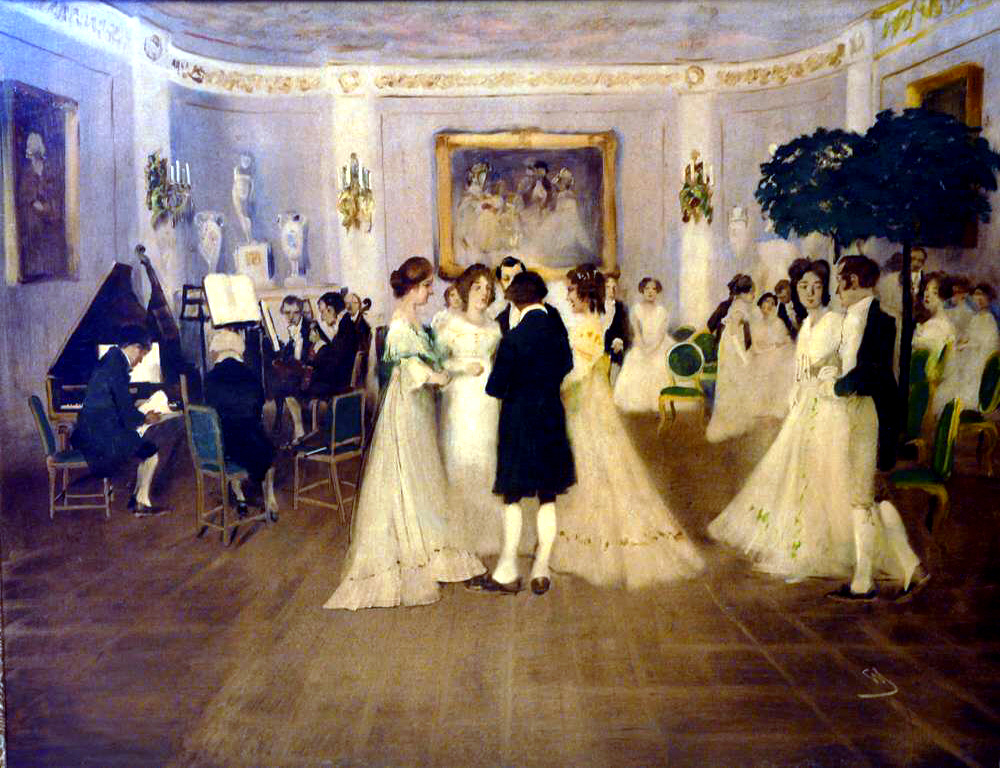
Im Ballsaal

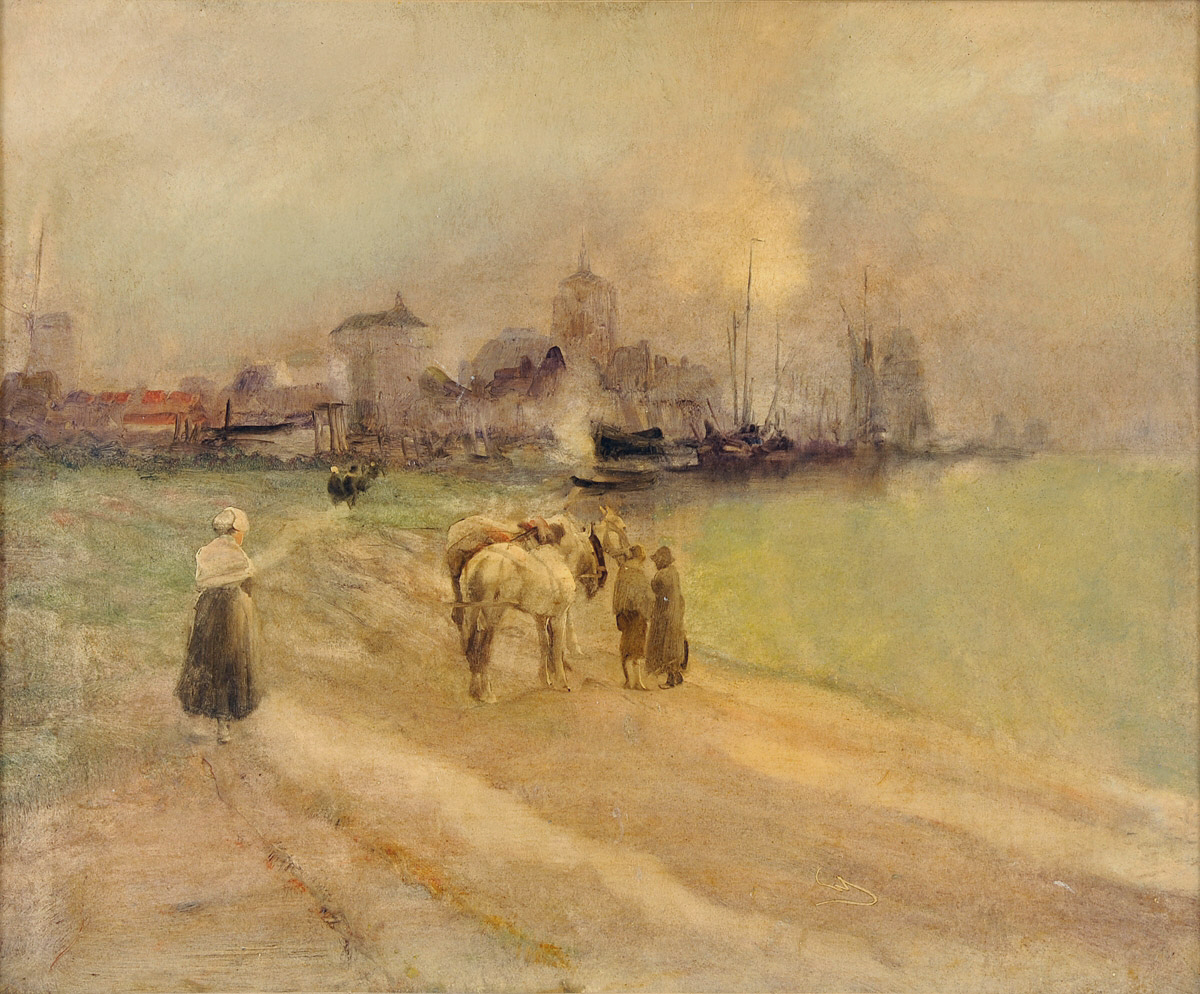
Stadtansicht am Niederrhein

Schreuer wurde 1866 als Sohn eines Bäckermeisters in Wesel am Niederrhein geboren. Kurz vor seiner Einschulung zogen die Eltern 1872 nach Köln in die Thieboldsgasse („Deepejass“) nahe dem Neumarkt. Sein Vater Johann Heinrich Schreuer, der einen Bäckereibetrieb gekauft hatte, zeichnete und aquarellierte in seiner freien Zeit Kölner Architekturen und Kirchenmotive. Da sein Sohn Wilhelm früh Interesse und Begabung für das Zeichnen entwickelte, förderte der Vater dieses Talent. Nach dem Abschluss der Obersekunda (Mittlere Reife) wurde Schreuer 1884 an der Kunstakademie Düsseldorf aufgenommen. In den Elementarklassen unterrichteten der Historien- und Dekorationsmaler Heinrich Lauenstein (1835–1910) sowie der Porträt- und Freilichtmaler Hugo Crola (1841–1910). Die Akademie leitete der Historienmaler Peter Janssen (1844–1908), dessen Meisterschüler mit Atelier in der Akademie Wilhelm Schreuer von 1886 bis 1890 war.
Im Mai 1899 heiratete der Maler Maria Pauly (1874–1955), eine Tochter des Kunsthändlers Leo Pauly. Zwischen 1900 und 1917 wurden ihre fünf Söhne und fünf Töchter geboren. In viele Genrebilder fügte Schreuer Kinder ein, die ein wenig an die kleinen Großstadthelden von Heinrich Zille erinnern. Schreuer malte Kinder ungezwungen, ihrem natürlichen Bewegungsdrang folgend und auch mal mit trotzig-gelangweilter Miene zwischen Erwachsenen im Salon.
Ab 1896 war er aktives Mitglied des Künstlervereins Malkasten. Der künstlerische Erfolg zeichnete sich bald ab, wie gute Besprechungen seiner Werke bei Ausstellungen zeigen. Sein wichtigster Förderer wurde Eduard Schulte, der nach der Eröffnung einer Dependance in Berlin Schreuers Arbeiten über viele Jahre an der Spree bekannt machte. 1913 zeigte der Hamburger Kunstverein repräsentative Werke aus vier deutschen Städten, neben Berlin und Hamburg war München durch Julius Hess und Düsseldorf durch Wilhelm Schreuer vertreten. Dem Künstler wurde die Möglichkeit geboten, seine große Themenvielfalt auszubreiten: Bilder vom Rhein bei Köln, Erinnerungen aus Italien und Oberbayern, Orchester- und Rokokoszenen sowie niederländische Motive. Auch auf den großen internationalen Kunstausstellungen in Düsseldorf und Köln war Schreuer bis weit in die 1920er Jahre hinein mit Werken vertreten, wie z. B. Der preußische König Friedrich II. (1902), Goethe bei Jacobi in Düsseldorf (1903), Hof (1920) und 1924 mit den Werken: Bauernhof, Am Fährhaus, Magdalena, und Bahnsteig 9.
1906 kauft das Wallraf-Richartz-Museum Köln das Bild Rosenmontag in Köln (damals unter dem Titel Cölner Karneval), das heute im Stadtmuseum zu sehen ist.
Im Ersten Weltkrieg war Schreuer als malender Kriegsberichterstatter an den Fronten in Frankreich und Belgien tätig. Nach dem Tode Schreuers 1933 fand 1934 eine Gedenkausstellung im Kunstverein für die Rheinlande und Westfalen statt.

## Maltechnik
Charakteristisch für die Gemälde Wilhelm Schreuers ist seine lasierende Malweise mit verdünnten Farben auf nassem Grund, der meist auf geleimtes Papier aufgetragen wurde. Diese Maltechnik erfordert ein hohes Maß an Können, da größere Korrekturen fast nicht möglich sind, sowie eine rasche Arbeitsweise, weil nach etwa drei Tagen der Malgrund soweit getrocknet ist, dass ein weiteres Malen in den Grund unmöglich wird. Das alles bedingt, dass die Gemälde Schreuers praktisch kein Relief aufweisen, deren Oberfläche also fast spiegelglatt ist, aber gleichzeitig der individuelle Pinselduktus des Künstlers sichtbar bleibt. Ein weiteres Kennzeichen der Kunst Wilhelm Schreuers ist die zurückgenommene Farbigkeit, die sich oft auf überwiegend tonige Farbwerte beschränkt. Daraus ergibt sich, dass viele seiner Bilder fast monochrom bzw. grisaillenhaft erscheinen und den Betrachter zusammen mit ihrer delikaten Lichtführung oft an flämische Altmeister erinnern.

## Motive
Die Motivwahl des Malers umfasst viele Musik-, Tanz- und Ballszenen, Motive aus Düsseldorfer Gasthäusern sowie Straßenszenen und Darstellungen des von Schiffen oder Booten belebten Rheins. Auch eine Vielzahl von Darstellungen militärischer Übungen und Manöver stammen von seiner Hand. Besonderer Wertschätzung erfreuen sich heute seine Historiengemälde mit regionalem Bezug, etwa das Meisterwerk Einzug Napoleons auf der Ratinger Straße in Düsseldorf anno 1811 und ähnliche Themen.
Gemälde dieses wichtigen und beliebten Vertreters der Düsseldorfer Malerschule sind in zahlreichen Museen zu finden und werden regelmäßig hauptsächlich auf deutschen Auktionen und in Galerien gehandelt. Eine internationale Anerkennung blieb dem Künstler bisher versagt.